# Дикий Пеллюсидар
Дикий Пеллюсидар (англ. «Savage Pellucidar») — збірка фентезійних оповідань 1963 року американського письменника Едгара Райса Барроуза, сьома й остання книга в його серії про вигадану «порожнисту землю» Пеллюсидар. Вона була опублікована через дванадцять років після смерті Берроуза.
Ця книга — не роман, а збірка оповідань, як і решта надрукованих публікацій Берроуза. Як посмертно виданих книг Берроуза, Перші три оповідання, «Повернення до Пеллюсидара», «Люди бронзового віку» та «Дівчинка-тигр»  були опубліковані в журналі Емейзін сторіз у лютому, березні та квітні 1942 року. Четверте оповідання, Savage Pellucidar, було опубліковане вперше в листопаді 1963 року після того, як на початку 1960-х років його знайшов у сейфі син Берроуза Халберт.

## Оповідання
- «Повернення в Пеллюсидар»;
- «Люди бронзового віку»;
- «Дівчина-тигр»;
- «Дикий Пеллюсидар».

## Сюжет
- В оповіданні «Повернення до Пеллюсидара» Девід Іннес йде на війну і знову стає військовополоненим, а Ебнер Перрі створює повітряну кулю, яка втікає з Даян Прекрасною на ній.
- В оповіданні «Людинах бронзового віку» Даян зустрічає людей, які досягли культурного рівня бронзового віку, і вважається богинею.
- В оповіданні «Дівчина-тигр» Девід Іннес летить за Даян на іншій повітряній кулі й грає роль бога.
- В оповіданні «Дикий Пеллюсидар» дві окремі пошукові групи шукають загублених, не знаючи, що інша група вже знайшла їх.

## Авторське право
Авторське право на це оповідання було поновлене в США 9 грудня 1991 року компанією Edgar Rice Burroughs, Inc. (номер поновлення: RE0000570901). Отже, термін дії авторського права в Америці закінчиться 1 січня 2059 року. Термін дії авторських прав на це оповідання закінчився в Австралії. На даний момент право на оповідання перебуває у суспільному надбанні. Текст доступний через Проєкт Гутенберг Австралія.